# Aspergefamilie
De aspergefamilie (Asparagaceae) is een familie van eenzaadlobbige planten. De omschrijving van deze familie wil nogal eens wisselen.
In het APG II-systeem (2003) is er de optie tot keuze uit twee verschillende omschrijvingen:
- in enge zin, twee geslachten: Asparagus en Hemiphylacus
- in ruime zin, inclusief de planten die anders worden toegewezen aan de agavefamilie (Agavaceae), de hyacintenfamilie (Hyacinthaceae) en de families Aphyllanthaceae, Laxmanniaceae, Ruscaceae en Themidaceae.

In het APG III-systeem (2009) wordt gekozen voor een ruime omschrijving. In een begeleidend artikel worden zeven onderfamilies onderscheiden: Agavoideae, Aphyllanthoideae, Asparagoideae, Brodiaeoideae, Lomandroideae, Nolinoideae and Scilloideae.
In het Cronquist-systeem (1981) waren deze planten veelal ondergebracht bij de leliefamilie.

## Heukels' Flora van Nederland
In de 23ste druk van de Heukels' Flora van Nederland worden de volgende geslachten tot de Aspergefamilie gerekend (de Heukels gaat dus uit van de omschrijving in bredere zin):
- Anthericum, geslacht Graslelie
- Asparagus, geslacht Asperge
- Convallaria
- Chionodoxa, geslacht Sneeuwroem
- Hyacinthoides
- Hyacinthus
- Maianthemum
- Muscari, geslacht Druifhyacint
- Ornithogalum, geslacht Vogelmelk
- Polygonatum, geslacht Salomonszegel
- Scilla, geslacht Sterhyacint

### Soorten
De volgende soorten worden behandeld in Wikipedia:
- Grote graslelie (Anthericum liliago)
- Asperge (Asparagus officinalis)
  - Bowiea volubilis
- Grote sneeuwroem (Chionodoxa siehei)
- Lelietje-van-dalen (Convallaria majalis)
- Wilde hyacint (Hyacinthoides non-scripta)
- Hyacint (Hyacinthus orientalis)
- Dalkruid (Maianthemum bifolium)
- Salomonszegel (Polygonatum)
- Kuifhyacint (Muscari comosum)
- Gewone vogelmelk (Ornithogalum unbellatum)
- Knikkende vogelmelk (Ornithogalum nutans)
  - Scilla autumnalis
- Vroege sterhyacint (Scilla bifolia)
  - Scilla hyacinthoides
  - Scilla lilio-hyacinthus
  - Scilla litardierei
  - Scilla peruviana
- Oosterse sterhyacint (Scilla siberica)
- Streephyacint (Scilla mischtschenkoana)